# Triabunna
Triabunna è una città della Tasmania, in Australia; essa si trova 85 chilometri a nord-est di Hobart ed è la sede della Municipalità di Glamorgan Spring Bay. Al censimento del 2006 contava 796 abitanti.